# Долон

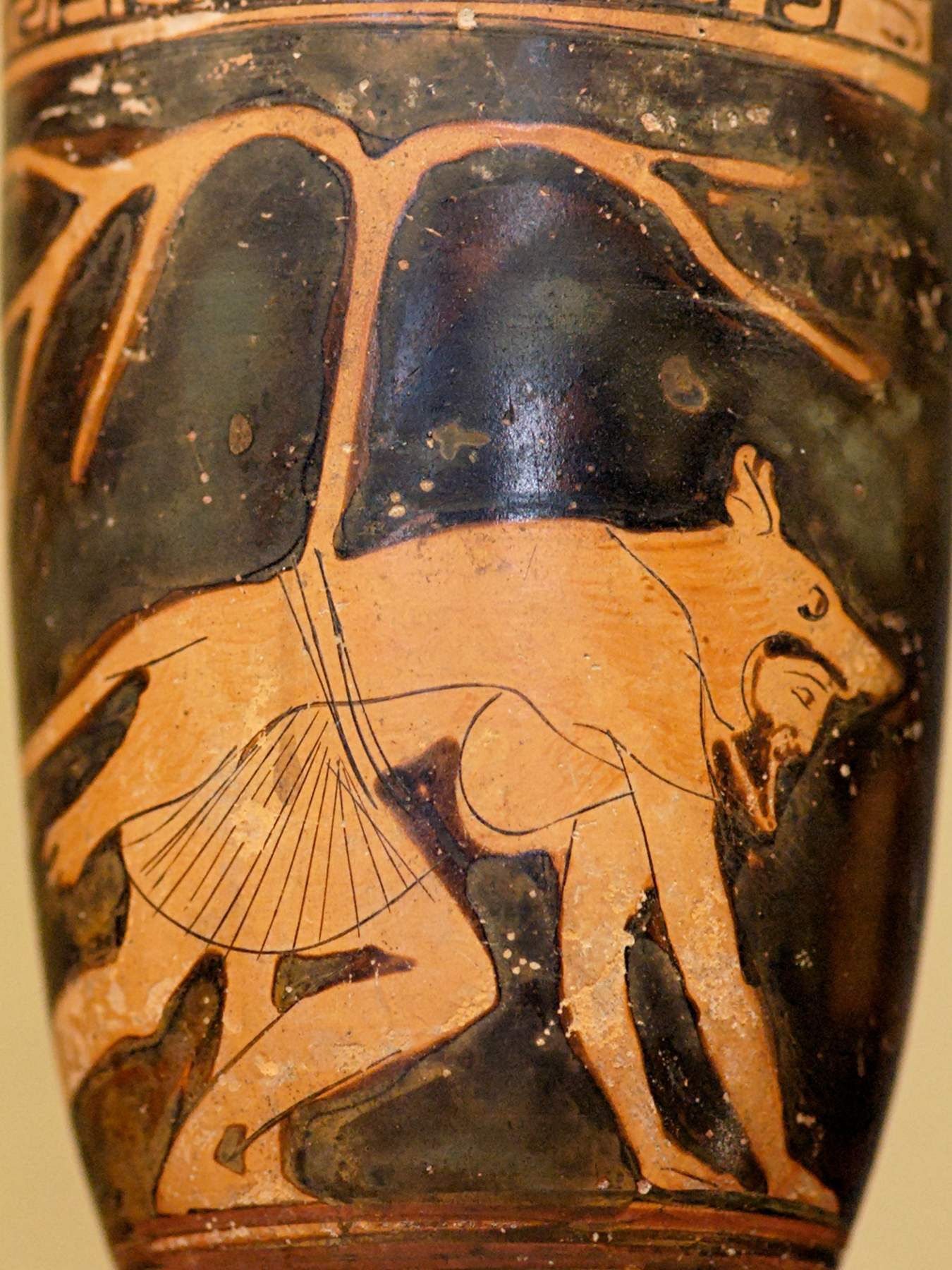
Долон на давньогрецькому червонофігурному лекіфі. Італія, 460 рік до н. е.

Доло́н (грец. Δόλων) — у давньогрецькій міфології — троянець; зваблений великою винагородою Гектора, прийшов уночі до табору греків, щоб розвідати їхні позиції. Його зловили Діомед і Одіссей. Зрадив своїх співвітчизників і розповів про розташування троянського війська, що допомогло грекам знищити союзника троянців, царя Реса. Діставши від Долона потрібні відомості, Діомед убив його.